# منهج الطالبين وبلاغ الراغبين
كتاب منهج الطالبين وبلاغ الراغبين لمؤلفه الفقيه العلامة الشيخ خميس بن سعيد الشقصي. فلما آن رأى المؤلف أن العلم قد قل طالبه، وتقاصر الناس عن الرغبة فيه قرر أن يجمع مختصر كتاب يجمع فيه معالم الشريعة والفقه ويبين فيه أصوله وفروعه. الكتاب مجزء في عشرين جزءا. في عام 1398 هجري الموافق 1978م تكفل بطباعة المخطوطة وزارة التراث القومي والثقافة بنفقة السلطان قابوس بن سعيد بن تيمور سلطان عمان

## موجز ما تحتويه الأجزاء العشرون

### الجزء الأول
العلم وصنوفه والحث على تعليمه وتدريسه وذكر العلماء ودرجاتهم ولزوم الحجة وتعليم القرآن واختلاف العلماء في خلق القرآن وفي التوحيد ومعرفة الله تعالى والرؤية، الكلام والصراط والميزان.

### الجزء الثاني
في الولاية والبراءة وفي صغائر الذنوب وكبائره وفي التوبة وتهذيب النفس وأعمال القلب وذنوب الأنبياء والملائكة عليهم السلام وفي فضائل نبينا محمد صلى الله عليه وسلم وفي الجنة والنار وآداب الأكل والشرب والجماع وفي الفرائض والسنن.

### الجزء الثالث
في المياه، الطهارات، النجاسات وفي الحيض والنفاس والغسل من الجنابة وفي الوضوء والتيمم وغسل الميت والصلاة عليه وذكر القبر وفي تعزية الموتى وفي شي من الاسفار.

### الجزء الرابع
في الصلاة ووجوبها وصنوفها وما يجب.

### الجزء الخامس
في الزكاة وصنوفها.

### الجزء السادس
في الصوم والزكاة والإيمان وكفارتها وفي النذور والاعتكاف وفي أي الذبائح والصيود والأشربة وما يحل ويحرم.

### الجزء السابع
```
في الحج من يجب ومن لا يجب وفي الضحايا
```

### الجزء الثامن
في الأمر بالمعروف والنهي عن المنكر والعقوبة وفي الإمامة وشروطها وفي الجهاد الغنائم واحكامها وفي الحدود واحكامها

### الجزء التاسع
في الدعاوي والأحكام وانفاذ الحكم على الحاضر، الغائب.

### الجزء العاشر
في الشهادات والفاظها ومن تجوز شهادته وفي ألفاظ الصكوك والإيمان والنصب وفي الوكالات واحكامها.

### الجزء الحادي عشر
```
في الديون والضمان والكفالة وفي الدماء وأروشها والديات وفي القتل.
```

### الجزء الثاني عشر
في القسم والشفع والأصول والعمال وفي الصنائع والاجارات.

### الجزء الثالث عشر
في الأنهار والآبار وفي تحليل الأموال وفي الغصوب وفي الراكبين في السفن وما يجوز لهم وفي المساجد.

### الجزء الرابع عشر
```
في البيوع وصنوفها وفي الصرف والقرض والسلف والرهن.
```

### الجزء الخامس عشر
```
في النكاح وجوازه وفي الأولياء وفي تزويج المتعة وفي الرضاع والصدقات.
```

### الجزء السادس عشر
```
في معاشرة الأزواج وما يجب وفي سفر الرجل برأي زوجته وفي القسمة بين النساء وفي الوطء وما يحل وفي الطلاق والخلع والإيلاء والظهار وفي عدة النساء.
```

### الجزء السابع عشر
```
في الأولاد وتربيتهم وفي لحوق الوالد وفي أدب الصبيان وفي اللقيط وفي الأعمى والأصم والغائب وفي نكاح العبيد.
```

### الجزء الثامن عشر
في الإقرار والعطية والرقبا والعارية والامانة والهدية واللقطة وفي جنايات العبيد والصبيان وأحداث الدواب.

### الجزء التاسع عشر
```
في أحكام الوصايا وفروعها واقساطها
```

### الجزء العشرون
في المواريث وقسمها بين أهلها وشرح أحكامها.
قام المؤلف باستبدال أبواب الكتاب بالأقوال وهي غير ما تعود به الناس وغرضه في ذلك حتى لا تختلط الكاتب مع كثير من الكتب كما أن كثير منها قد يذهب أوله أو آخره حتى وأنه لا يعرف أي من الكتب هي.